# Polyptychus baltus
Polyptychus baltus is een vlinder uit de familie van de pijlstaarten (Sphingidae). De wetenschappelijke naam van de soort werd in 1985 gepubliceerd door Pierre.